# 데이비드 스즈키

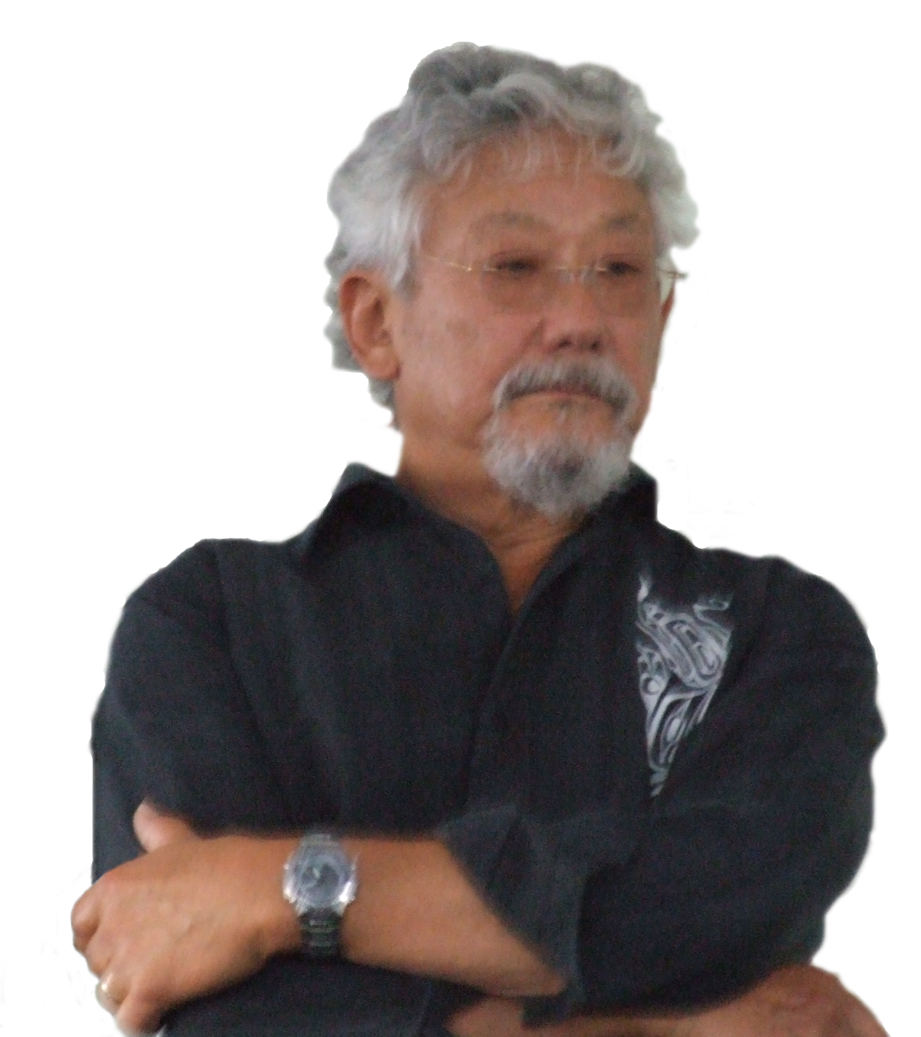
데이비드 스즈키

데이비드 스즈키(David Suzuki)는 캐나다의 방송인및 환경운동가이다. 그는 1936년 3월 24일, 캐나다 브리티시컬럼비아주 밴쿠버 태어났다. 초파리 유전학자로 경력을 시작했다. 일본계 캐나다인으로, 일본명은 스즈키 다카히로(鈴木 孝義)이지만, 이 이름을 사용하는 경우는 거의 없다. 오랫동안 방영중인 "Nature of things"라는 다큐멘터리에 자주 출연하며, 데이비드 스즈키 재단을 설립했다. 이 재단의 목표는 지속적인 자연자원 채취등을 통해 지구온난화를 막고 해양환경을 유지하는 데에 있다.

## 같이 보기
- 보전생물학
- 환경주의